# Victor Arrighi
Pour les articles homonymes, voir Arrighi.
 (août 2018).
Victor-Noël Arrighi (25 décembre 1900 à Sant'Andréa-di-Cotone - 9 avril 1945 à Paris 16e) est un homme politique français et l'un des membres fondateurs du Parti populaire français (PPF).

## Biographie
Issu d'une famille de postiers d'origine corse, il est membre en 1920 du Parti communiste français (PCF), secrétaire administratif du comité central. "Homme de confiance" il est chargé de questions financières puis devient directeur de la "Banque ouvrière et paysanne" dépendant de ce parti. Exclu du PCF vers 1929, il devient radical de 1930 à 1936.
En 1936 il devient secrétaire général du Parti populaire français de Jacques Doriot tout en étant délégué du parti en Algérie. Il y développe l'antisémitisme et devient militant ultra. Il reçoit des fascistes italiens une somme de 300 000 FF, destinée à la presse du PPF. Toutefois, en 1938, hostile à l'alignement sur le nazisme, il quitte le PPF.
Pendant l'occupation, il est à Vichy, puis, à la Libération, est placé en résidence surveillée à cause de son état de santé cardiaque. Il meurt, à Paris, le 9 avril 1945.